# Groupe C du Championnat d'Europe de basket-ball 2011
Le Groupe C du Championnat d'Europe de basket-ball 2011 se déroule entre le 31 août et le 5 septembre 2011. Les matchs de ce groupe se déroulent à l'Alytaus arena à Alytus en Lituanie.
Le groupe est composé des équipes nationales : Bosnie-Herzégovine, Croatie, FinlandeGrèce, Macédoine et Monténégro. Les trois premières équipes classées sont qualifiées pour le second tour (Groupe F).

## Classement
| Groupe C (Alytus) |                    |     |   |   |     |     |      |     |
|                   | Équipe             | Pts | G | P | PP  | PC  | Diff | Dép |
| 1                 | Macédoine          | 9   | 4 | 1 | 362 | 337 | +25  | +14 |
| 2                 | Grèce              | 9   | 4 | 1 | 360 | 324 | +36  | -14 |
| 3                 | Finlande           | 7   | 2 | 3 | 373 | 366 | +7   | +23 |
| 4                 | Croatie            | 7   | 2 | 3 | 396 | 405 | -9   | -7  |
| 5                 | Bosnie-Herzégovine | 7   | 2 | 3 | 380 | 409 | -29  | -16 |
| 6                 | Monténégro         | 6   | 1 | 4 | 357 | 388 | -31  |     |